# Monochamus nigrobasimaculatus
Monochamus nigrobasimaculatus là một loài bọ cánh cứng trong họ Cerambycidae.